# Cliché (Holden)
Cliché è un singolo del cantautore italiano Holden, in collaborazione con i rapper italiani Coez e Quentin40, pubblicato il 26 marzo 2021 come quinto estratto dal primo album in studio Prologo.

## Descrizione
Il brano, scritto da tutti e tre gli artisti, è prodotto dallo stesso Holden.

## Tracce
Testi e musiche di Joseph Carta, Silvano Albanese e Vittorio Crisafulli.
1. Cliché (feat. Coez e Quentin40) – 3:45